# KupujemProdajem
КупујемПродајем је највећа огласна платформа у региону. Основао је 2007. Бојан Лековић, српски интернет предузетник из Холандије.

## О сајту
КупујемПродајем је у старту донео новитет - инстант ажурирања сопствених огласа, што у то време није било могуће у штампаним огласницима.
Платформа продавцима пружа приступ далеко највећој заједници за онлајн куповину у региону, били они бизниси или приватна лица. Своје огласе лако и брзо стављају пред милион и по људи који сваког месеца посећују КП у потрази за производима које желе да купе.
Купцима омогућава огроман избор робе и услуга. Преко 145.000 оглашивача месечно постави огласе који су уредно разврстани у преко 1.500 група. Осим што купују нове и половне ствари од привредника и својих комшија, КП корисници су кроз године изградили и многобројне заједнице љубитеља технологије, музике, колекционарства и хобија. Од 2021. године могу да пронађу и огласе за Послове, конкуришу на исте или огласе радно место за своју фирму.
У сарадњи са Сектором за борбу против високотехнолошког криминала МУП-а Србије, КупујемПродајем је 2015. развио прво дигитално пријављивање интернет превара у Србији.
Сајт је у 2017. у сарадњи са компанијом НИРИ-ИЦ међу првима у Србији развио и применио у свом пословању систем на бази вештачке интелигенције.

## Рејтинг
КупујемПродајем је међу првих пет светских сајтова по посећености у Србији (у конкуренцији Фејсбука, Јутјуба, српског и светског Гугла).
У октобру 2023. године КупујемПродајем има више од 3 милиона регистрованих корисника и 5,5 милиона активних огласа у сваком тренутку. Дневно се објави преко 50 хиљада оглас а број отворених страница месечно прелази 350 милиона.